# Уравнение

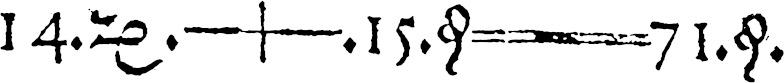
Первое печатное появление знака равенства в книге Роберта Рекорда в 1557 году (записано уравнение 14x + 15 = 71)

Уравне́ние — математическая задача, заключающаяся в составлении записи (предложения) в виде равенства с переменной (переменными). Составляется такая задача при условии, что в ней требуется найти значение этой переменной (или переменных). Объясняется тем, что искомые значения переменной (переменных), которые нужно найти в задаче-уравнении, должны быть такими, чтобы, будучи подставлены вместо переменной (переменных) в уравнение, они обращали его в истинное высказывание (верное равенство).
При составлении уравнения вместо «переменная» употребляют «неизвестная». Значения неизвестной (неизвестных), удовлетворяющие уравнению, называются решениями уравнения. В случае с одной неизвестной решения называются ещё корнями.
Всякое уравнение имеет вид такого равенства
{\displaystyle f\left(x_{1},x_{2}\dots \right)=g\left(x_{1},x_{2}\dots \right)},
где чаще всего в качестве {\displaystyle f,g} выступают числовые функции, хотя на практике встречаются и более сложные случаи — например, уравнения для вектор-функций, функциональные уравнения и другие.
Также это понятие можно уточнить и под уравнением понимать возможное равенство значений двух функций. Например, различные функции {\displaystyle f\left(x\right)=x^{2}} и {\displaystyle \varphi \left(x\right)=2x+15} при одном и том же аргументе {\displaystyle x=5} имеют равные значения: {\displaystyle f\left(5\right)=\varphi \left(5\right)=25}. То есть имеем уравненные значения двух функций при данном аргументе — необходимое, но не достаточное условие совпадения (равенства в общем смысле) этих функций. Если ставится задача, установить, при каких значениях аргумента {\displaystyle x} значения функций {\displaystyle f\left(x\right)} и {\displaystyle g\left(x\right)} могут быть уравнены (таких численных значений {\displaystyle x} может и не существовать), тогда эту задачу составляют в виде особого равенства {\displaystyle f\left(x\right)\eqcirc g\left(x\right)}, где {\displaystyle {\overline {\underline {\,.\,}}}} — знак условного (возможного) равенства. Вот почему соотношение {\displaystyle x^{2}\eqcirc 2x+15} называется уравнением, а {\displaystyle x=5} его корнем. Если {\displaystyle x=a} — корень, то {\displaystyle f\left(a\right)=g\left(a\right)} — действительное равенство (возможность перешла в действительность).
В дальнейшем для однозначности понимания, используя традиционное обозначение {\displaystyle f\left(x\right)=g\left(x\right)}, будем подразумевать их равенство в случае, если такой {\displaystyle x} найдётся (истина), либо уравнение, не имеющее корней, т. е. {\displaystyle f\left(x\right)} и {\displaystyle g\left(x\right)} не могут быть связаны равенством при некотором {\displaystyle x}.

## Решение уравнения

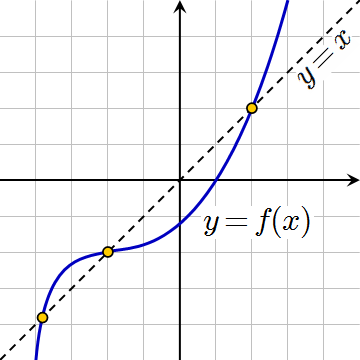
Иллюстрация графического метода нахождения корней уравнения x = f(x)

Решение уравнения — задача по нахождению таких значений аргументов, при которых это равенство достигается. На возможные значения аргументов могут быть наложены дополнительные условия (целочисленности, вещественности и т. д.).
Аргументы заданных функций (иногда называются «переменными») в случае уравнения называются «неизвестными».
Значения неизвестных, при которых это равенство достигается, называются решениями или корнями данного уравнения.
Про корни говорят, что они удовлетворяют данному уравнению.
Решить уравнение означает найти множество всех его решений (корней) или доказать, что корней нет вовсе (либо нет тех, что удовлетворяют заданным условиям).

### Равносильные уравнения
Равносильными (т. е. равными по силе), или эквивалентными, называются уравнения, множества корней которых совпадают. Равносильными также считаются уравнения, которые не имеют корней.
Эквивалентность уравнений имеет свойство симметричности: если одно уравнение эквивалентно другому, то второе уравнение эквивалентно первому.
Эквивалентность уравнений имеет свойство транзитивности: если одно уравнение эквивалентно другому, а второе эквивалентно третьему, то первое уравнение эквивалентно третьему. Свойство эквивалентности уравнений позволяет проводить с ними преобразования, на которых основываются методы их решения.
Третье важное свойство задаётся теоремой: если функции {\displaystyle f,g} заданы над областью целостности, то уравнение
{\displaystyle f(x)\cdot g(x)=0}
эквивалентно совокупности уравнений
{\displaystyle f(x)=0,\qquad g(x)=0}.
Это означает, что все корни первого уравнения являются корнями одного из двух других уравнений, и позволяет находить корни первого уравнения в два приёма, решая каждый раз более простые уравнения.

### Основные свойства
С алгебраическими выражениями, входящими в уравнения, можно выполнять операции, которые не меняют его корней, в частности:
1. в любой части уравнения можно раскрыть скобки;
2. в любой части уравнения можно привести подобные слагаемые;
3. к обеим частям уравнения можно прибавить или вычесть одно и то же выражение;
4. любой член уравнения можно перенести из одной части в другую, заменив его знак на противоположный (это просто другая формулировка предыдущего пункта);
5. обе части уравнения можно умножать или делить на одно и то же число, отличное от нуля.

Уравнения, которые являются результатом этих операций, являются эквивалентными начальному уравнению. Однако для свойства 3 существует ограничение: в случае прибавления или вычитания из обеих частей уравнения одного и того же выражения, содержащего неизвестное и теряющего смысл при неизвестном, принимающем значения корней данного уравнения, получится уравнение, неэквивалентное исходному (начальному). Но если к обеим частям уравнения прибавить или вычесть одно и то же выражение, содержащее неизвестное и теряющее смысл лишь при значениях неизвестного, не являющихся корнями данного уравнения, то получится уравнение, эквивалентное начальному.
Умножение или деление обеих частей уравнения на выражение, содержащее неизвестное, может привести, соответственно, к появлению посторонних корней или к потере корней.
Возведение обеих частей уравнения в квадрат может привести к появлению посторонних корней.

## Следствие уравнения и посторонние корни
Уравнение
{\displaystyle F\left(x\right)=G\left(x\right)}
называется следствием уравнения
{\displaystyle f\left(x\right)=g\left(x\right)},
если все корни второго уравнения являются корнями первого. Первое уравнение может иметь дополнительные корни, которые для второго уравнения называются посторонними. Посторонние корни могут появиться при преобразованиях, необходимых для нахождения корней уравнений. Для того чтобы их обнаружить, необходимо проверить корень подстановкой в исходное уравнение. Если при подстановке уравнение становится тождеством, то корень настоящий, если нет — посторонний.

### Пример
Уравнение {\displaystyle {\sqrt {2x^{2}-1}}=x} при возведении обеих частей в квадрат даёт уравнение {\displaystyle 2x^{2}-1=x^{2}}, или {\displaystyle x^{2}=1}. Оба уравнения являются следствием исходного. Последнее из них легко решить; оно имеет два корня {\displaystyle x=1} и {\displaystyle x=-1}.
При подстановке первого корня в исходное уравнение образуется тождество {\displaystyle {\sqrt {1}}=1}. При подстановке другого корня получается неправильное утверждение {\displaystyle {\sqrt {1}}=-1}. Таким образом, второй корень нужно отбросить как посторонний.

## Виды уравнений
Различают алгебраические уравнения, уравнения с параметрами, трансцендентные, функциональные, дифференциальные и другие виды уравнений.
Некоторые классы уравнений имеют аналитические решения, которые удобны тем, что не только дают точное значение корня, а позволяют записать решение в виде формулы, в которую могут входить параметры. Аналитические выражения позволяют не только вычислить корни, а провести анализ существования и количества корней в зависимости от значений параметров, что часто бывает даже важнее для практического применения, чем конкретные значения корней.
К уравнениям, для которых известны аналитические решения, относятся алгебраические уравнения не выше четвёртой степени: линейное, квадратное, кубическое уравнения и уравнение четвёртой степени. Алгебраические уравнения высших степеней в общем случае аналитического решения не имеют, хотя некоторые из них можно свести к уравнениям низших степеней.
Уравнения, в которые входят трансцендентные функции, называются трансцендентными. Среди них аналитические решения известны для некоторых тригонометрических уравнений, поскольку нули тригонометрических функций хорошо известны.
В общем случае, когда аналитического решения найти не удаётся, применяют вычислительные (численные) методы. Численные методы не дают точного решения, а только позволяют сузить интервал, в котором лежит корень, до определённого заранее заданного значения.

### Алгебраические уравнения
Алгебраическим уравнением называется уравнение вида
{\displaystyle P\left(x_{1},x_{2},\ldots ,x_{n}\right)=0,}
где {\displaystyle P} — многочлен от переменных {\displaystyle x_{1},\ldots ,x_{n}}, которые называются неизвестными.
Коэффициенты многочлена {\displaystyle P} обычно берутся из некоторого поля {\displaystyle F}, и тогда уравнение {\displaystyle P\left(x_{1},x_{2},\ldots ,x_{n}\right)=0} называется алгебраическим уравнением над полем {\displaystyle F}. Степенью алгебраического уравнения называют степень многочлена {\displaystyle P}.
Например, уравнение
{\displaystyle y^{4}+{\frac {xy}{2}}+y^{2}z^{5}+x^{3}-xy^{2}+{\sqrt {3}}x^{2}-\sin {1}=0}
является алгебраическим уравнением седьмой степени от трёх переменных (с тремя неизвестными) над полем вещественных чисел.

#### Линейные уравнения
- в общей форме: {\displaystyle a_{1}x_{1}+a_{2}x_{2}+\dots +a_{n}x_{n}+b=0}
- в канонической форме: {\displaystyle a_{1}x_{1}+a_{2}x_{2}+\dots +a_{n}x_{n}=b}

#### Квадратные уравнения
{\displaystyle ax^{2}+bx+c=0,\quad a\neq 0}
где {\displaystyle x} — свободная переменная, {\displaystyle a}, {\displaystyle b}, {\displaystyle c} — коэффициенты, причём {\displaystyle a\neq 0}.
Выражение {\displaystyle ax^{2}+bx+c} называют квадратным трёхчленом. Корень такого уравнения (корень квадратного трёхчлена) — это значение переменной {\displaystyle x}, обращающее квадратный трёхчлен в нуль, то есть значение, обращающее квадратное уравнение в тождество. Коэффициенты квадратного уравнения имеют собственные названия: коэффициент {\displaystyle a} называют первым или старшим, коэффициент {\displaystyle b} называют вторым или коэффициентом при {\displaystyle x}, {\displaystyle c} называется свободным членом этого уравнения. Приведённым называют квадратное уравнение, в котором старший коэффициент равен единице. Такое уравнение может быть получено делением всего выражения на старший коэффициент {\displaystyle a}: {\displaystyle x^{2}+px+q=0}, где {\displaystyle p={\frac {b}{a}}}, а {\displaystyle q={\frac {c}{a}}}. Полным квадратным уравнением называют такое, все коэффициенты которого отличны от нуля. Неполным квадратным уравнением называется такое, в котором хотя бы один из коэффициентов кроме старшего (либо второй коэффициент, либо свободный член) равен нулю.
Для нахождения корней квадратного уравнения {\displaystyle ax^{2}+bx+c=0} в общем случае следует пользоваться приводимым ниже алгоритмом:
| 1) если {\displaystyle D>0}                                                                                             | 2) если {\displaystyle D=0} | 3) если {\displaystyle D<0}                      |
| то корней два, и для их отыскания используют формулу {\displaystyle x_{1,2}={\frac {-b\pm {\sqrt {b^{2}-4ac}}}{2a}}(1)} | то корень один (в некоторых контекстах говорят также о двух равных или совпадающих корнях, или о корне кратности 2), и он равен {\displaystyle -{\frac {b}{2a}}} | то корней на множестве действительных чисел нет. |

Графиком квадратичной функции {\displaystyle f\left(x\right)=ax^{2}+bx+c} в прямоугольных координатах является парабола. Она пересекает ось абсцисс в точках, соответствующих корням квадратного уравнения {\displaystyle f\left(x\right)=0}.

#### Кубические уравнения
{\displaystyle ax^{3}+bx^{2}+cx+d=0,\quad a\neq 0}

График кубической функции

Для графического анализа кубического уравнения в прямоугольных координатах используется кубическая парабола.
Любое кубическое уравнение канонического вида можно привести к более простому виду
{\displaystyle y^{3}+py+q=0},
поделив его на {\displaystyle a} и подставив в него замену {\displaystyle x=y-{\tfrac {b}{3a}}}. При этом коэффициенты будут равны:
{\displaystyle q={\frac {2b^{3}}{27a^{3}}}-{\frac {bc}{3a^{2}}}+{\frac {d}{a}}={\frac {2b^{3}-9abc+27a^{2}d}{27a^{3}}}},
{\displaystyle p={\frac {c}{a}}-{\frac {b^{2}}{3a^{2}}}={\frac {3ac-b^{2}}{3a^{2}}}}.

#### Уравнение четвёртой степени
{\displaystyle f(x)=ax^{4}+bx^{3}+cx^{2}+dx+e=0,\quad a\neq 0.}

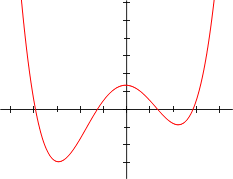
График многочлена 4-й степени с четырьмя корнями и тремя критическими точками.

Четвёртая степень для алгебраических уравнений является наивысшей, при которой существует аналитическое решение в радикалах в общем виде (то есть при любых значениях коэффициентов).
Так как {\displaystyle f\left(x\right)} является многочленом чётной степени, она имеет один и тот же предел при стремлении к плюс и к минус бесконечности. Если {\displaystyle a>0}, то функция возрастает до плюс бесконечности с обеих сторон, и следовательно, имеет глобальный минимум. Аналогично, если {\displaystyle a<0}, то функция убывает до минус бесконечности с обеих сторон, и следовательно, имеет глобальный максимум.

#### Иррациональные и рациональные уравнения
- Рациональное уравнение — это такой вид уравнения в которой левая и правая части рациональные выражения. В записи уравнения имеются только сложение, вычитание, умножение, деление, а также возведение в степень целого числа.
- Иррациональное уравнение — это уравнение, содержащее неизвестное под знаком корня. или возведённое в степень, которую нельзя свести к целому числу.

#### Системы линейных алгебраических уравнений
Система уравнений вида:
| {\displaystyle {\begin{cases}a_{11}x_{1}+a_{12}x_{2}+\dots +a_{1n}x_{n}=b_{1}\\a_{21}x_{1}+a_{22}x_{2}+\dots +a_{2n}x_{n}=b_{2}\\\dots \\a_{m1}x_{1}+a_{m2}x_{2}+\dots +a_{mn}x_{n}=b_{m}\\\end{cases}}} | (1) |

Здесь {\displaystyle m} — количество уравнений, а {\displaystyle n} — количество неизвестных. x1, x2, …, xn — неизвестные, которые надо определить. a11, a12, …, amn — коэффициенты системы — и b1, b2, … bm — свободные члены — предполагаются известными. Индексы коэффициентов (aij) системы обозначают номера уравнения (i) и неизвестного (j), при котором стоит этот коэффициент, соответственно.
Система называется однородной, если все её свободные члены равны нулю (b1 = b2 = … = bm = 0), иначе — неоднородной. Система называется квадратной, если число m уравнений равно числу n неизвестных. Решение системы — совокупность n чисел c1, c2, …, cn, таких что подстановка каждого ci вместо xi в систему обращает все её уравнения в тождества. Система называется совместной, если она имеет хотя бы одно решение, и несовместной, если у неё нет ни одного решения. Решения c1(1), c2(1), …, cn(1) и c1(2), c2(2), …, cn(2) совместной системы называются различными, если нарушается хотя бы одно из равенств:
| c1(1) = c1(2), c2(1) = c2(2), …, cn(1) = cn(2). |

Совместная система называется определённой, если она имеет единственное решение; если же у неё есть хотя бы два различных решения, то она называется неопределённой. Если уравнений больше, чем неизвестных, она называется переопределённой.

### Уравнения с параметрами
Уравнением с параметрами называется математическое уравнение, внешний вид и решение которого зависит от значений одного или нескольких параметров. Решить уравнение с параметром означает:
1. Найти все системы значений параметров, при которых данное уравнение имеет решение.
2. Найти все решения для каждой найденной системы значений параметров, то есть для неизвестного и параметра должны быть указаны свои области допустимых значений.

Уравнения с параметром могут быть как линейными, так и нелинейными.
Пример линейного уравнения с параметром:
{\displaystyle a\,x+1=4,}
Пример нелинейного уравнения с параметром:
{\displaystyle {\mbox{log}}_{x^{2}}{\frac {a+3}{7-x}}=5,}
где {\displaystyle x} — независимая переменная, {\displaystyle a} — параметр.

### Трансцендентные уравнения
Трансцендентным уравнением называется уравнение, не являющееся алгебраическим. Обычно это уравнения, содержащие показательные, логарифмические, тригонометрические, обратные тригонометрические функции, например:
- {\displaystyle \cos x=x} — тригонометрическое уравнение;
- {\displaystyle \lg x=x-5} — логарифмическое уравнение ;
- {\displaystyle 2^{x}=\lg x+x^{5}+40} — показательное уравнение .

Более строгое определение таково: трансцендентное уравнение — это уравнение вида {\displaystyle f\left(x\right)=g\left(x\right)}, где функции {\displaystyle f} и {\displaystyle g} являются аналитическими функциями, и по крайней мере одна из них не является алгебраической.

### Функциональные уравнения
Функциональным уравнением называется уравнение, выражающее связь между значением функции (или функций) в одной точке с её значениями в других точках. Многие свойства функций можно определить, исследуя функциональные уравнения, которым эти функции удовлетворяют. Термин «функциональное уравнение» обычно используется для уравнений, несводимых простыми способами к алгебраическим уравнениям. Эта несводимость чаще всего обусловлена тем, что аргументами неизвестной функции в уравнении являются не сами независимые переменные, а некоторые данные функции от них. Например:
- функциональному уравнению

{\displaystyle f\left(s\right)=2^{s}\pi ^{s-1}\sin \left({\frac {\pi s}{2}}\right)\Gamma \left(1-s\right)f\left(1-s\right)}
где {\displaystyle \Gamma (z)} — гамма-функция Эйлера, удовлетворяет дзета-функция Римана ζ.
- Следующим трём уравнениям удовлетворяет гамма-функция; она является единственным решением этой системы трёх уравнений:

{\displaystyle f\left(x\right)={f\left(x+1\right) \over x}}
{\displaystyle f\left(y\right)f\left(y+{\frac {1}{2}}\right)={\frac {\sqrt {\pi }}{2^{2y-1}}}f\left(2y\right)}
{\displaystyle f\left(z\right)f\left(1-z\right)={\pi  \over \sin \left(\pi z\right)}} (формула дополнения Эйлера).
- Функциональное уравнение

{\displaystyle f\left({az+b \over cz+d}\right)=\left(cz+d\right)^{k}f\left(z\right)}
где {\displaystyle a}, {\displaystyle b}, {\displaystyle c}, {\displaystyle d} являются целыми числами, удовлетворяющими равенству {\displaystyle ad-bc=1}, то есть {\displaystyle {\begin{vmatrix}a&b\\c&d\end{vmatrix}}=1}, определяет {\displaystyle f} как модулярную форму порядка k.

### Дифференциальные уравнения
Дифференциальным уравнением называется уравнение, связывающее значение некоторой неизвестной функции в некоторой точке и значение её производных различных порядков в той же точке. Дифференциальное уравнение содержит в своей записи неизвестную функцию, её производные и независимые переменные. Порядок дифференциального уравнения — наибольший порядок производных, входящих в него. Решением дифференциального уравнения порядка n называется функция {\displaystyle y\left(x\right)}, имеющая на некотором интервале (a, b) производные {\displaystyle y'\left(x\right),y''\left(x\right),\dots ,y^{\left(n\right)}\left(x\right)} до порядка n включительно и удовлетворяющая этому уравнению. Процесс решения дифференциального уравнения называется интегрированием.
Все дифференциальные уравнения можно разделить на
- обыкновенные дифференциальные уравнения (ОДУ), в которые входят только функции (и их производные) от одного аргумента:

{\displaystyle F\left(x,y,y',y'',...,y^{(n)}\right)=0} или {\displaystyle F\left(x,y,{\frac {\mathrm {d} y}{\mathrm {d} x}},{\frac {\mathrm {d} ^{2}y}{\mathrm {d} x^{2}}},...,{\frac {\mathrm {d} ^{n}y}{\mathrm {d} x^{n}}}\right)=0},
где {\displaystyle y=y\left(x\right)} — неизвестная функция (возможно, вектор-функция; в таком случае часто говорят о системе дифференциальных уравнений), зависящая от независимой переменной {\displaystyle x}; штрих означает дифференцирование по {\displaystyle x}.
- и дифференциальные уравнения в частных производных, в которых входящие функции зависят от многих переменных:

{\displaystyle F\left(x_{1},x_{2},\dots ,x_{m},z,{\frac {\partial z}{\partial x_{1}}},{\frac {\partial z}{\partial x_{2}}},\dots ,{\frac {\partial z}{\partial x_{m}}},{\frac {\partial ^{2}z}{\partial x_{1}^{2}}},{\frac {\partial ^{2}z}{\partial x_{1}\partial x_{2}}},{\frac {\partial ^{2}z}{\partial x_{2}^{2}}},\dots ,{\frac {\partial ^{n}z}{\partial x_{m}^{n}}}\right)=0},
где {\displaystyle x_{1},x_{2},\dots ,x_{m}} — независимые переменные, а {\displaystyle z=z\left(x_{1},x_{2},\dots ,x_{m}\right)} — функция этих переменных.
Первоначально дифференциальные уравнения возникли из задач механики, в которых участвовали координаты тел, их скорости и ускорения, рассматриваемые как функции времени.

## Примеры уравнений
- {\displaystyle x+3=2x}
- {\displaystyle x^{2}+1=0}
- {\displaystyle e^{x+y}=x+y}
- {\displaystyle a^{n}+b^{n}=c^{n}}, где {\displaystyle a,b,c,n} — натуральные числа